# Осада Никомедии (1337)
Осада Никомедии (греч. Πολιορκία της Νικομηδείας) — осада византийского города войсками Османского эмирата в период с 1333 по 1337 годы, закончившаяся его захватом.

## Предыстория
В 1241 году после долгой осады Никомедия была отбита греческим императором Никейской империи у латинян (франков), которые заняли её в 1204 году. Относительно мирная жизнь в городе продлилась до конца XIII века.
В 1302 году османы впервые появились у стен Никомедии, опустошив все окрестные греческие села. Последующие 35 лет жители города продержались только за счёт своих крепостных стен, поскольку турки не имели навыков штурма. После захвата Никеи в 1331 году, падение Никомедии было лишь вопросом времени.

## Ход осады
После падения Никеи Андроник III ещё дважды лично посещал Малую Азию в 1332 и 1333 годах уже с целью не воевать, а просить мира для пока ещё остающейся под контролем Византии, но фактически также осаждённой турками Никомедии, но всё, чего ему удалось достичь — это перемирия, оплачиваемого ежегодной данью. 
В августе 1333 года византийский император лично прибыл в оставшийся клочок своих азиатских владений. Он доставил провиант для голодающих жителей осажденной Никомедии. Завидя приближение императорского кортежа, турки отошли от городских стен. Но вместо битвы с османами, император предложил Орхану заключить мирный договор. Видя плачевное положение греков, Орхан потребовал в год дань в размере 12 000 золотых (иперпиров), что составляло пятую часть ежегодного бюджета обнищавшей Византии. Встреча повторилась ещё раз, но после ухода императорской свиты, турки вновь возобновляли блокаду. Окружающие греческие сёла были разорены.
Однако из-за того что Никомедия, расположенная на берегу Мраморного моря, постоянно получала военную помощь и продовольствие из близлежащего Константинополя морским путём, её осада была затруднительной и продолжалась почти девять лет, пока султану не пришло в голову блокировать узкий Измитский залив в районе мыса Диль, где ширина залива не превышала 3 км. После блокады залива город вынужден был сдаться. 
Таким образом, попытки базилевса подкупить Орхана в конечном счёте провалилась: турки не только не сняли блокаду, но и разорили Византию взиманием дани. B 1337 году город в ходе очередной атаки был им захвачен. Империя не могла оправиться от потери этой крепости, так как её последнее владение в Малой Азии — город Филадельфия был со всех сторон окружён владениями бейлика Гермиян вплоть до 1390 года, когда был завоёван османами.

## Результаты
С утратой Никомедии ситуация в Византии обострилась до предела. В отличие от схожего положения в 1096 году, теперь владения империи были гораздо меньше, к тому же на западном направлении ей приходилось бороться с Сербским и Болгарским царствами. Таким образом двуглавый орёл, бывший символом правившей династии Палеологов, теперь видел с двух сторон только угрозу.
Никомедию тут же наводнили полчища малоазийских турок-мусульман. Город получил новое название — Измит и, учитывая его важное стратегическое положение, он тут же стал первой крупной османской гаванью и верфью. Турки впервые за долгие годы (с 1079 года) смогли снова, и на этот раз окончательно, закрепиться на берегах Мраморного моря, получив возможность наступления на Балканы. Последствия от утраты Никомедии не заставили себя долго ждать.
Уже в 1338 году Орхан с флотилией из тридцати кораблей начал угрожать Константинополю с моря. Хотя его флот был разбит, турки захватили Вифинский полуостров и азиатский берег Босфора. Император Иоанн VI осознал всю тяжесть сложившейся ситуации и, пытаясь задобрить турок, отдал в жёны Орхану свою дочь. Но этот шаг скорее способствовал дальнейшему падению престижа Византийской империи.